# Colps de la pilota valenciana
La pilota valenciana és jugada indistintament amb qualsevol de les dues mans, de manera que la varietat dels cops i efectes que s'hi poden imprimir és molt més extensa que si s'empra un estri tal com una raqueta.
Aquests colps canviaran per la força o per la tècnica del pilotari, a més de si el jugador és esquerrà, però una característica fonamental és la pilota en si mateixa. Així, una pilota de vaqueta (per a jugar a Escala i corda o a Raspall) és molt més ràpida i botadora, per exemple, que una de badana (per a jugar a Llargues). Cada modalitat té una pilota associada que s'amotlla a les característiques del terreny de joc, de manera que haurà cops més usuals en unes variants que en d'altres. El tacte de la pilota, però, la seua duresa, no és un fet rellevant, ja que les proteccions que es col·loquen els pilotaris a les mans són diferents depenent de la modalitat a què jugaran o de la posició que ocuparan.

## Llista de colps

### La butxaca
La butxaca o el bot de braç és un cop per dalt, és a dir, amb la pilota a una alçària de, com a mínim, el cap del jugador. El pilotari projecta el braç des de darrere del cos i el desplega violentament, eixint de la mà una pilota molt ràpida i dirigida. La diferència amb la volea rau en el fet que la pilota abans d'arribar al jugador ha botat en terra, de manera que li és més fluixa i té temps de col·locar-se adientment. De fet, quan un jugador es posiciona bé per fer un bot i braç es diu que s'ha plantat. Així doncs, és un cop més còmode que la volea, ideal per rematar el quinze per a tots el modes de joc.

### Bot i volea
Un dels colps més difícils és el bot i volea, però moltes voltes necessari per defensar-se quan el jugador no es troba en la posició adequada. Es tracta de colpejar la pilota de palma immediatament després de botar en terra.

### Bragueta
També anomenada sobaquillo. Una jugada molt semblant a la palma, també defensiva, és el colp de la bragueta. A ulls d'un desconeixedor de la partida podria semblar l'efecte visual que el jugador es treu la pilota de la butxaca, d'ací l'origen del nom. El jugador es col·loca lateral a la direcció de la pilota i la colpeja amb la palma tenint el braç corbat.

### Caiguda d'escala
La caiguda d'escala és una jugada específica de la modalitat d'Escala i corda. Es produeix quan la pilota, llençada al públic assegut a les escales del trinquet, atura la pilota i aquesta, per tant, no n'ix. Llavors es diu que està parada. Aleshores l'escalater de l'equip es col·loca a l'altura on s'ha parat i, després d'avisar alçant el braç, deixa caure suaument la pilota des de primer graó de l'escala per colpejar-la a l'aire (si havia pegat un bot abans) o al primer bot (si no n'havia donat cap). Atesa la comoditat del cop i la preparació que hi té el pilotari, la caiguda d'escala és una jugada ofensiva amb la qual podrà dirigir fàcilment la pilota a la llotgeta (o a la galeria, si és permés).

### Carxot
El carxot (o calbot) és un cop de difícil execució, de postura forçada, però que imprimeix molta força a la pilota. És semblant al bot de braç però tenint una pilota que s'ha elevat escassos centímetres del terra, de manera que el jugador replega el braç en espiral, inclina exageradament el cos i, quan la pilota està descendint, la colpeja.

### Manró
El manró (o ganxo o corbella) és una jugada defensiva en què el jugador, de cara a la pilota, la colpeja després de descriure amb el braç un semicercle horitzontal. El mot mandró (o manró) s'ha mantingut viu per a referir-se a una manera de pegar a una pilota amb el braç tot estirat. No és gaire emprat, ja que és un moviment defensiu, però ben pegat el manró pot causar efectes estranys en la trajectòria de la pilota. L'origen d'aquest nom prové de l'arma de setge medieval, el mandró.
El seu ús a Mallorca per a referir-se a la manera de pegar-hi per davall, en l'expressió pegar a la mandró, és una reminiscència del joc de la pilota en aquesta illa quan han desaparegut tots els trinquets.

### Palma
La palma és un cop de caràcter defensiu, feta tant a l'aire com al bot, emprada per restar una pilota que arriba estant mal posicionat o per traure una pilota arrimada a paret, per exemple. Per fer aquesta el pilotari es col·loca de cara a la seua trajectòria i la colpeja amb la mà oberta, després de descriure amb el braç un gir semicircular en el pla vertical.

### Raspada
La raspada és, com el seu nom indica, molt usual en la modalitat de Raspall, en què, a diferència d'altres modalitats, la pilota pot botar lliure en terra. El cop de raspada consisteix a pegar a la pilota quan va rodant per terra, posant la mà entre la pilota i el terra. Per a protegir-se dels perills d'aquest cop els jugadors duen la mà molt protegida i amb didals de cuiro.

### Rebot
De rebot és qualsevol cop en què la pilota ha rebotat en els frontons, les parets del fons d'un trinquet, d'això se'n diu fer els caps, i és una jugada molt habitual per als escalaters. Com que ja ha botat, la pilota arriba molla i sense força, però generalment baixeta.

### Volea
Es dona la volea quan la pilota arriba alta a l'abast del jugador sense haver botat abans. La postura és prou forçada, amb el cos tirat enrere, el braç elevat i els peus fixats a terra. Atesa la tensió del gest els jugadors que més l'empren (els punters o els mitgers) solen ser els més esforçats, cansats i els més proclius a patir lesions. A diferència de la pilota basca, la volea no és un cop defensiu, més aïna al contrari, fonamental en el joc d'atac i molt usual en les partides.

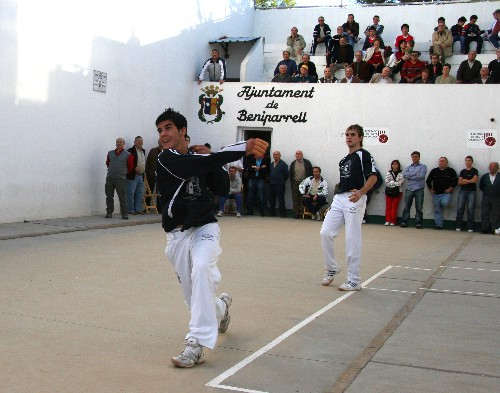
Bot de braç
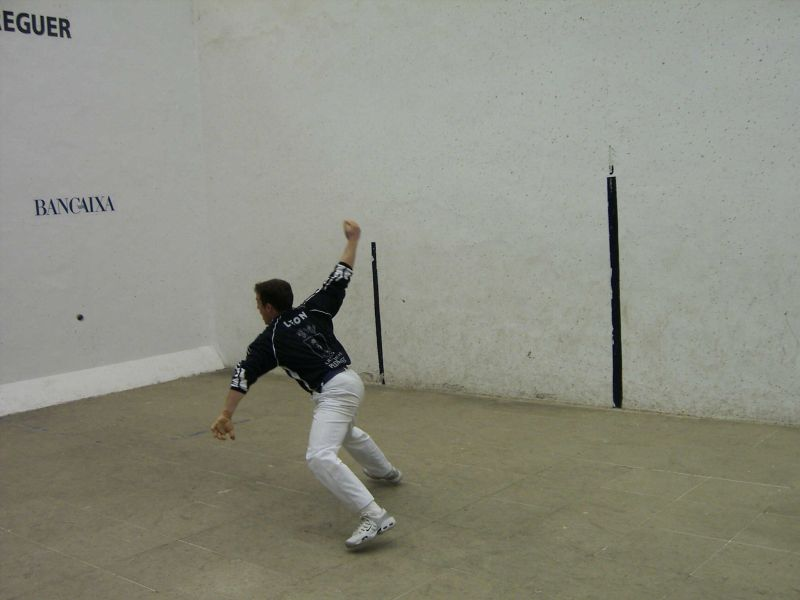
Rebot
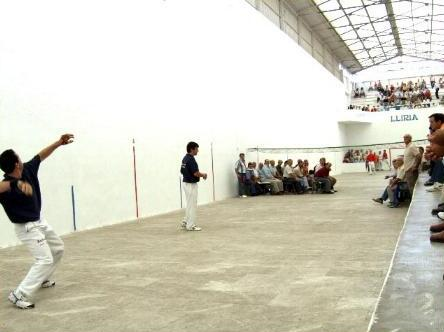
Volea

Bot de braç
És un colpeig de característiques semblants a la volea (Quan aquesta es fa per dalt del muscle) però que es produeix després que la pilota ha botat al terra.

### Jugades específiques
Aquí es descriuen maneres de colpejar la pilota per produir-ĺi un efecte, que també servirà de pràctica de colpeig:

#### Rodar la pilota
- Es diu que a un jugador li ha rodat la pilota quan aquesta ha recorregut tota la mà des de més amunt del canell fins als dits, dirigint-la amb aquests. La pilota que ix d'aquesta manera és molt ràpida, adreçada amb molta precisió i gens dolorosa per a la mà.

#### Tallar corda
- En les modalitats amb corda (Escala i corda, Galotxa i Galotxetes) s'anomena tallar corda a la pilota que passa a escassos centímetres per sobre de la corda, sense arribar a tocar-la per no fer falta. La pilota que talla corda arriba ràpida i molt baixeta al rival.

## La treta
La treta és el cop que inicia cada quinze en les modalitats de Llargues i Raspall. Hi prima més la força que no pas l'habilitat.
En el Raspall, el traedor, des del dau del trinquet fa carrereta i bota la pilota en terra abans de la marca del 0 (o botant-la en una rajola, si es juga al carrer), amb l'impuls la pilota i ell avancen uns metres i el cop ix més ràpid i fort. Aquest cop sol ser baix, no pas de palma i alta, i dirigida a la paret, tot i que també es busquen rebots o que la pilota vaja pegada a la careta.
És, però la modalitat de les Llargues la que gaudeix de més varietat en la treta. La manca de jugadors que facen una treta llarga ha provocat la creació d'una Lliga a Palma diferent de la Lliga a Llargues per a aquells que, per no tenir una treta tan forta, jugarien en inferioritat de condicions.

### De banca
La treta de banca sembla la més antiga, ja que dona nom a la posició del jugador que comença el quinze. La banqueta era una tauleta amb tres potes que tenia un cert desnivell envers el jugador per tal d'afavorir el bot. El jugador venia corrent, hi picava la pilota i aprofitava el bot per avançar uns metres abans de colpejar-la.

### Bracet
El bracet era una treta basada en la pura habilitat. La pilota eixia de la mà corrent tot el braç fins a arribar al bíceps, on se li donava un petit colp per tal d'elevar-la i tot seguit colpejar-la amb la mateixa mà quan caiguera, ja fóra de palma o de bragueta. Amb el cop del bíceps el jugador també intentava avançar uns metres de cara a l'equip contrari.

### A contramà
En la treta a contramà el jugador es llençava la pilota a una paret a la seua esquerra i l'havia de colpejar a l'aire, és a dir, abans que botara en terra. Atesa la irregularitat de les parets es permetien diversos intents fins que la pilota n'ixquera bona.

### De maneta
La treta de maneta és la més habitual avui en dia, no la més forta, però sí la més senzilla de fer. La pilota s'agafa amb una mà, i el jugador se la passa a l'altra mà avançant uns metres des de la ratlla del quinze, i colpejant-la (normalment de bragueta) després de recórrer el braç un gir de 180°.

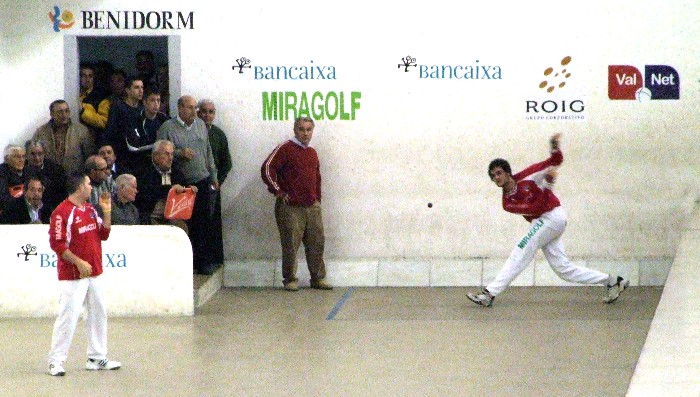
Genovés II fa el dau
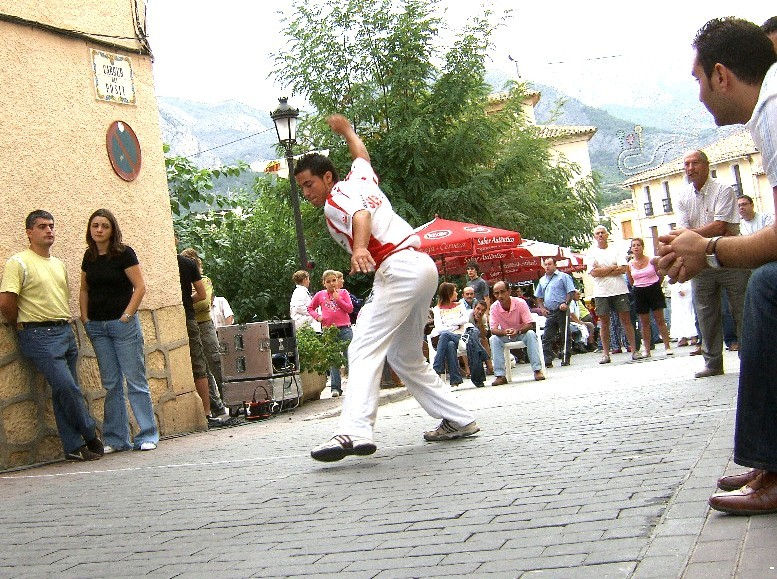
Treta de maneta
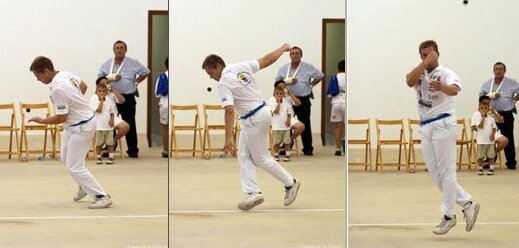
Dani al traure

### La treta de frontó
A la modalitat de frontó la treta s'efectua botant la pilota de tec abans d'una ratlla determinada de bestreta (que com més llunyana siga del frontis més fluixa arribarà al rest). Abans del bot el pilotaire pot fer una carrera per tal d'agafar impuls, però a l'hora de colpejar la pilota haurà d'escollir entre fer el moviment complet darrere-davant amb el braç (amb què la pilota eixirà del frontis alta i bombejada) o bé rodar-la amb un moviment de canell (de manera que la pilota eixirà del frontis rasa però molt ràpida.
Per tal que la treta siga vàlida ha de botar al frontis i caure dins dels marges de la canxa, més enllà de la línia de la falta i sense arribar a la línia de passa. En cas de botar just a la línia de falta, passa o contra-canxa, o a les superiors del frontis o la muralla esquerra, la pilota és roïna i es perd el tanto.

## La ferida

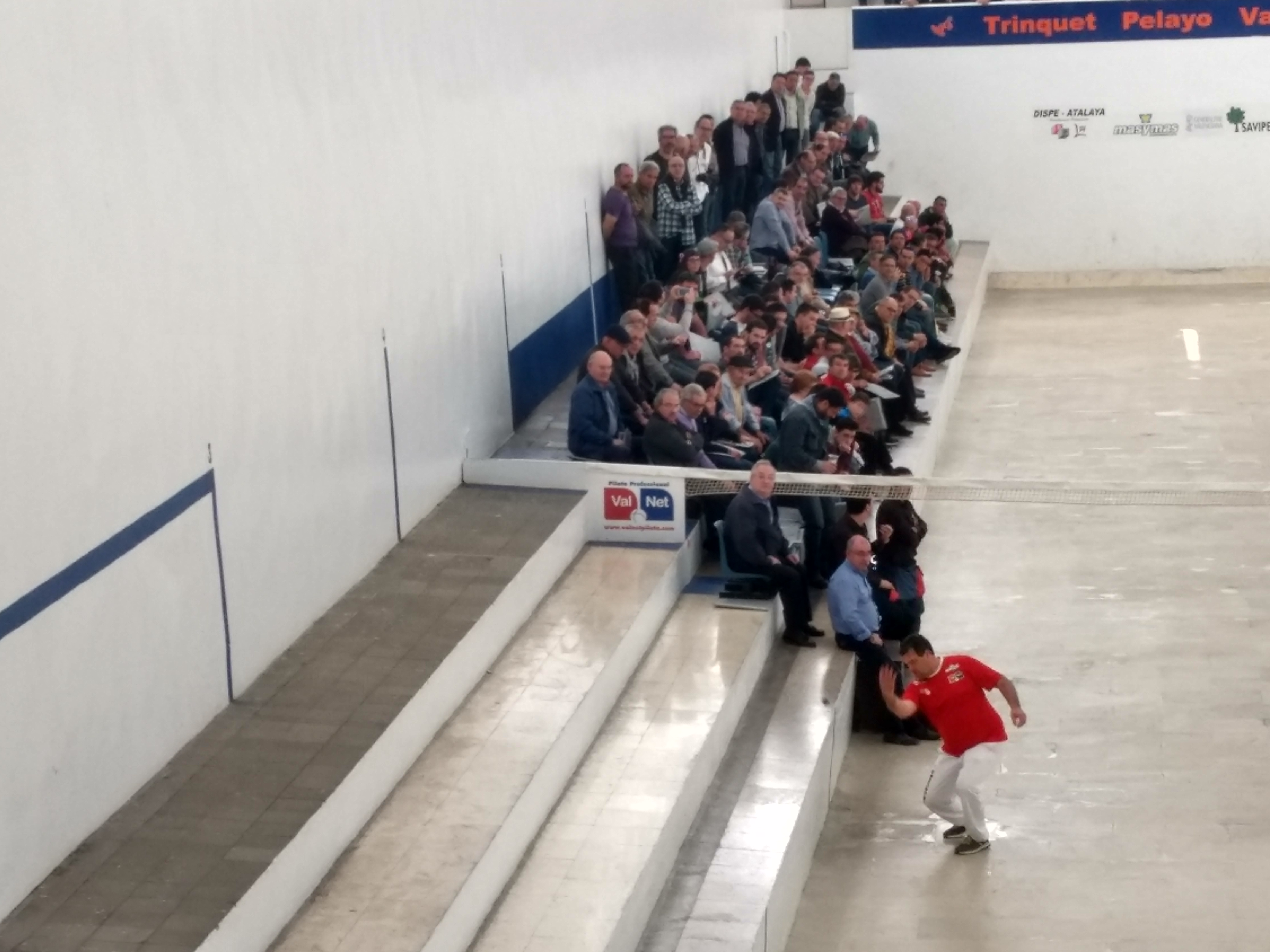
Ximo Oltra, especialista del colp, ferint a Pelayo.

La ferida és la manera de començar cada quinze en diverses modalitats, basada en l'habilitat. Consisteix a enviar la pilota dins un quadre dibuixat en terra, el dau. De l'habilitat del feridor dependrà que la pilota arribe curta i molla i, per tant, el dauer s'haja d'inclinar molt perquè la pilota quasi no bota, o que la pilota li arribe per darrere o llarga, essent més fàcil, ja que és més forta i rebota en el frontó.
- En l'Escala i corda un jugador específic, el feridor, (o el punter fent-ne les funcions), bota la pilota en una llosa determinada a sota la corda del trinquet i colpeja la pilota per tal que aquesta, després de botar en la paret lateral a una altura determinada, caiga dintre del dau, on l'estarà esperant el dauer de l'equip contrari.

- En la Galotxa i en les Llargues a perxa el feridor no ha de botar la pilota en terra, sinó que la llença des d'un punt fix directament al dau, però amb la condició que abans d'entrar-hi ha de superar per dalt la corda de galotxa, a 2m d'alçada.

- En les Galotxetes, quan es juga a parelles, el feridor bota la pilota en un tamborí arrimat a la paret darrere la corda, amb la intenció d'enviar la pilota dins el rectangle pegat a paret esquerra on l'espera el reboter de l'equip contrari. Per tal de condicionar el cop el feridor ha de tenir un peu trepitjant una marca.